# Sphaerichthys
Sphaerichthys – rodzaj słodkowodnych ryb okoniokształtnych z rodziny guramiowatych (Osphronemidae). Niektóre gatunki są hodowane w akwariach.

## Klasyfikacja
Rodzaj obejmuje gatunki:
- Sphaerichthys acrostoma
- Sphaerichthys osphromenoides – gurami czekoladowy[3],[4]
- Sphaerichthys selatanensis
- Sphaerichthys vaillanti